# 耳疣壁虎
耳疣壁虎（学名：Gekko auriverrucosus）为壁虎科壁虎属的爬行动物，是中国的特有物种。分布于山西、陕西等地，多见于墙上或无灯光处伺食。其生存的海拔范围为354至800米。该物种的模式产地在山西河津。

## 保护
本种于2023年被收录入《有重要生态、科学、社会价值的陆生野生动物名录》。